# 圆草席钟螺
圆草席钟螺（学名：Monodonta labio confusa），是原始腹足目钟螺科Monodonta的一种。主要分布于越南、韩国、台湾，常栖息在潮间带岩礁。